# دوره نهفتگی
دوره کمون یا نهفتگی یا اینکوباسیون (به انگلیسی: Incubation) در یک بیماری، به دوره و مدت‌زمان ورود عامل بیماری‌زا (اعم از باکتری، ویروس و غیره) به بدن تا ظهور نشانهٔ بیماری (به انگلیسی: symptoms) و علائم بیماری (به انگلیسی: signs) گفته می‌شود.
دورهٔ کمون برای هر بیماری، یک دورهٔ مشخص (هرچند با کمی تفاوت در افراد) است و بسته به نوع بیماری متفاوت خواهد بود. می‌تواند از چند ساعت یا چند روز مانند سرماخوردگی یا سرخک (۱۰ تا ۱۲ روز) باشد یا حتی به چند سال نیز برسد؛ مانند بیماری‌های ایدز و جذام.

## مثال
دوره کمون برخی بیماریها در جدول زیر آمده‌است
| بیماری                                 | بین  | و    | دوره                    |
| -------------------------------------- | ---- | ---- | ----------------------- |
| سلولیت ایجاد شده با پاستورلا مولتوسیدا | ۰    | ۱    | روز                     |
| آبله مرغان                             | ۱۴   | ۱۶   | روز                     |
| وبا                                    | ۰٫۵  | ۴٫۵  | روز                     |
| بیماری پنجم                            | ۱۳   | ۱۸   | روز                     |
| آنفلوانزا                              | ۱    | ۳    | روز                     |
| سرماخوردگی                             | ۱    | ۳    | روز                     |
| تب دنگی                                | ۳    | ۱۴   | روز                     |
| ابولا                                  | ۲    | ۲۱   | روز                     |
| روزلا                                  | ۵    | ۱۵   | روز                     |
| ایدز                                   | ۲    | ۳    | هفته تا ماه یا طولانی‌تر |
| مونونوکلئوز (glandular fever)          | ۲۸   | ۴۲   | روز                     |
| بیماری کورو                            | ۱۰.۳ | ۱۳.۲ | سال (تقریبی)            |
| تب ماربورگ                             | ۵    | ۱۰   | روز                     |
| سرخک                                   | ۹    | ۱۲   | روز                     |
| اوریون                                 | ۱۴   | ۱۸   | روز                     |
| Norovirus                              | ۱    | ۲    | روز                     |
| سیاه‌سرفه (whooping cough)              | ۷    | ۱۴   | روز                     |
| فلج اطفال                              | ۷    | ۱۴   | روز                     |
| Rocky Mountain spotted fever           | ۲    | ۱۴   | روز                     |
| سرخجه (German measles)                 | ۱۴   | ۲۱   | روز                     |
| مخملک                                  | ۱    | ۴    | روز                     |
| سارس                                   | ۱    | ۱۰   | روز                     |
| آبله                                   | ۷    | ۱۷   | روز                     |
| کزاز                                   | ۷    | ۲۱   | روز                     |

## پیوند مرتبط
- دوره پنجره